# ميخائيل إي. بورغس
ميخائيل إي. بورغس (بالإنجليزية: Michael E. Burgess)‏ هو ممثل أمريكي، ولد في 1 يونيو 1960 في الولايات المتحدة.

## وصلات خارجية
- ميخائيل إي. بورغس على موقع IMDb (الإنجليزية)
- ميخائيل إي. بورغس على موقع قاعدة بيانات الفيلم (الإنجليزية)